# 2021年冬季ユニバーシアード
2021年冬季ユニバーシアード（XXX Winter Universiade）は、2021年12月11日から21日まで、スイス・ルツェルンで開催される予定だった第30回冬季ユニバーシアード。新型コロナウイルス感染症の流行に伴うスイスの渡航制限のため、開催は不可能であるとして中止となった。大会のモットーは、"Welcome Home"。この大会は当初、2021年1月21日から1月31日までの日程で開催される予定であったが、新型コロナウイルス感染症の世界的流行のため、国際大学スポーツ連盟は2020年8月31日、日程を延期して開催することを発表していた。

## 開催地決定まで
2014年9月1日、国際大学スポーツ連盟（FISU）により開催地選考方法を発表。2015年2月、ユニバーシアード大会にてポーランドとベラルーシの立候補を発表。8月24日、スイスの立候補を発表。
2016年3月5日、ルツェルンでの開催が決まった。スイスで冬季ユニバーシアード開催は1962年ヴィラール・シュル・オロン大会以来59年ぶり2回目となる予定であった。

## 実施競技
次の10競技、67種目が実施される予定であった。
- アルペンスキー（9）（詳細）
- バイアスロン（9）（詳細）
- クロスカントリースキー（11）（詳細）
- カーリング（2）（詳細）
- フィギュアスケート（3）（詳細）
- フリースタイルスキー（6）（詳細）
- アイスホッケー（1）（詳細）
- スキー・オリエンテーリング（7）（詳細）
- ショートトラックスピードスケート（8）（詳細）
- スノーボード（10）（詳細）